# إريكا جونز
إريكا جونز (بالإنجليزية: Erika Jones)‏ هي نبالة أمريكية، ولدت في 23 ديسمبر 1988 في أوكلاهوما في الولايات المتحدة.

## وصلات خارجية
- إريكا جونز على موقع الاتحاد الدولي للرماية بالسهام (الإنجليزية)